# Пропіонова кислота
Пропіо́нова кислота́ (також пропанова кислота, метилоцтова кислота, консервант E280; від грец. προτος — «перший», πιον — «жир») — їдка рідина без кольору з різким запахом, з хімічною формулою — С2Н5-СООН.
Пропіонова кислота названа так, тому що вона є найменшою H(CH2)nCOOH кислотою, яка проявляє властивості жирних кислот.
Кислоту та її похідні застосовують у виробництві гербіцидів (пропанол), лікарських речовин (ібупрофен), ароматичних речовин, розчинників (бутилпропіонату), поверхнево-активних речовин. Завдяки здатності стримувати розвиток бактерій та плісняви найчастіше її застосовують як консервант у продуктах для людини та тварин.
У природі пропіонова кислота зустрічається у нафті, також може утворюватись внаслідок ферментації (пропіоновокисле бродіння). У промисловості її отримують окисненням вуглеводнів C4—C10 або пропіонового альдегіду, а також введенням карбонільної групи у молекулу етилену.